# روزنه‌سوسمار
روزنه‌سوسمار (نام علمی: Trematosuchus) نام یک سرده از تیره روزنه‌خزندگان است.